# The C. O. D.’s
The C. O. D.’s war ein amerikanisches Soultrio aus Chicago, das 1965 von Larry Brownlee, Carl Washington und Robert Lewis gegründet wurde.

## Bandgeschichte
Die Gruppe veröffentlichte im Oktober 1965 das von Brownlee geschriebene Lied Michael the Lover bei Kellmac Records. Als Backgroundsängerin ist Ruby Stackhouse auf der Aufnahme zu hören. Aufgrund des regen Airplays bei verschiedenen Soul-Radiosendern wurde die Single zum Hit und platzierte sich Ende des Jahres in den Billboard R&B- (Platz 5) und Popcharts (Platz 41). 1966 wurde das Lied von der aus Memphis, Tennessee stammenden Soulband The Mad Lads gecovert. Auch The Jackson Five nahmen eine eigene Version von Michael auf, die jedoch von deren Plattenfirma Motown verworfen wurde.
Im März 1966 erschien die zweite Single von The C. O. D.’s, I’m a Good Guy, die jedoch weitgehend unbeachtet blieb. Die 1966 folgende Veröffentlichung I’m Looking Out for Me / I’ll Come Running Back to You wurde von Kellmac gleich zweimal mit verschiedenen Katalognummern herausgebracht, allerdings half das nicht, denn es stellte sich kein Erfolg ein. Auch She’s Fire / It Must Be Love und Coming Back Girl konnten den Erfolg von Michael nicht wiederholen. Daraufhin trennten sich Band und Plattenfirma 1967 voneinander und The C. O. D.’s löste sich auf.
Brownlee schloss sich dann als Sänger und Songwriter The Lost Generation an. Er ist unter anderem Autor des Hits The Sly, Slick, and the Wicked (1970). Als diese Band sich nach Unstimmigkeiten mit ihrer Plattenfirma Brunswick Records auflöste, belebte Brownlee The C. O. D.’s neu. 1976 erschien die Single Gimme Your Love bei Magic Touch Records, floppte allerdings. Infolgedessen sang Brownlee für die Soulband Mystique des ehemaligen Impressions-Sängers Ralph Johnson. Er schrieb zum Beispiel den Hit Mellow, Mellow Right On für Lowrell (1979), bekam aber den Erfolg dieses Liedes nicht mehr mit, da er 1978 plötzlich verstarb. Mit seinem Tod war das endgültige Ende The C. O. D.’s besiegelt.

## Diskografie

### Singles
| Jahr | Titel Musiklabel     | Höchstplatzierung, Gesamtwochen, AuszeichnungChartplatzierungen (Jahr, Titel, Musiklabel, Platzierungen, Wochen, Auszeichnungen, Anmerkungen) | Höchstplatzierung, Gesamtwochen, AuszeichnungChartplatzierungen (Jahr, Titel, Musiklabel, Platzierungen, Wochen, Auszeichnungen, Anmerkungen) | Anmerkungen                                                                        |
| Jahr | Titel Musiklabel     | US | R&B | Anmerkungen                                                                        |
| ---- | -------------------- | --- | --- | ---------------------------------------------------------------------------------- |
| 1965 | Michael Kellmac 1003 | US41 (12 Wo.)US | R&B5 (10 Wo.)R&B | Erstveröffentlichung: Oktober 1965 Autor: Larry Brownlee Produzent: Leon Singleton |

Weitere Veröffentlichungen
- 1966: I’m a Good Guy / Pretty Baby (VÖ: März)
- 1966: I’m Looking Out for Me / I’ll Come Running Back to You
- 1966: She’s Fire / It Must Be Love
- 1967: Coming Back Girl / It Must Be Love
- 1976: Gimme Your Love